# Vanguard (foguete)

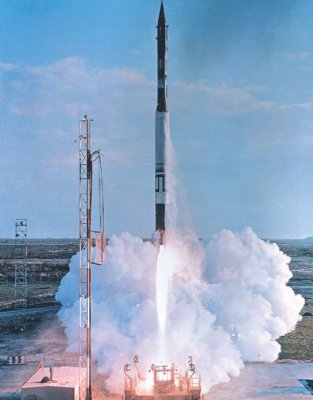
Um foguete Vanguard logo após o lançamento.

O foguete Vanguard foi criado com a intenção de ser o primeiro veículo lançador usado pelos Estados Unidos para
colocar um satélite em órbita.
No entanto, a "Crise do Sputnik", causada pelo lançamento do Sputnik 1 e a falha do Vanguard TV3, levaram o governo
americano a optar pelo satélite Explorer 1, que por sua vez usava o foguete Juno I. Isso fez com que o foguete Vanguard se tornasse apenas o
segundo veículo lançador de satélites americano.
Os foguetes Vanguard, foram usados no Projeto Vanguard entre 1957 e 1959. Das doze tentativas de lançamento, apenas três resultaram em sucesso ao colocar um
satélite em órbita.

## Histórico
Em 1955, o Governo dos Estados Unidos anunciou seus planos de colocar um satélite em órbita
para participar do Ano Geofísico Internacional (período 1957-1958). O objetivo, era monitorar o satélite enquanto ele realizava
experimentos. Naquela época, existiam três alternativas de veículos lançadores: o Atlas da Força Aérea, o Redstone
do Exército e uma proposta da Marinha, para um foguete de três estágios, baseado no foguete de sondagem
Viking.
A opção do Exército, foi relegada a um segundo plano, devido ao envolvimento do cientista alemão Wernher von Braun, o que poderia gerar problema nsa relações
públicas. De qualquer forma, os mísseis Redstone' e Atlas, eram projetos militares de altíssima prioridade, e não poderiam sofrer
atrasos pelo fato de absorverem uma missão secundária de lançamento espacial.
O Vanguard era um projeto ligado ao Naval Research Laboratory (NRL), que era em muitos aspectos, muito mais, uma
instituição de pesquisa científica do que militar. Isto ajudava a dar ênfase aos objetivos não militares do projeto, o que era importante na época, para tentar
evitar discussões sobre a legalidade ou não do voo de satélites sobre outros países.
Entre agosto e setembro de 1955, um comitê do DoD, escolheu a proposta do NRL, usando o codinome Vanguard para o projeto
do Ano Geofísico Internacional. A empresa Martin, que também produziu o Viking, ficou sendo a contratante primária para esse veículo
lançador.

## Características
O foguete Vanguard, foi projetado como um veículo de três estágios, todos os voos nessa configuração de três estágios, exceto o último, usaram o motor
construído pela Grand Central Rocket Company. O foguete Vanguard, não possuía aletas, e tanto o primeiro quanto o segundo estágios, eram guiados usando
motores que se movimentavam em dois eixos. O segundo estágio, também carregava os sistemas de telemetria, controle inercial e piloto automático. O terceiro estágio,
era estabilizado por rotação, efeito este, obtido por um sistema mecânico no segundo estágio, acionado pouco antes de se desacoplar.

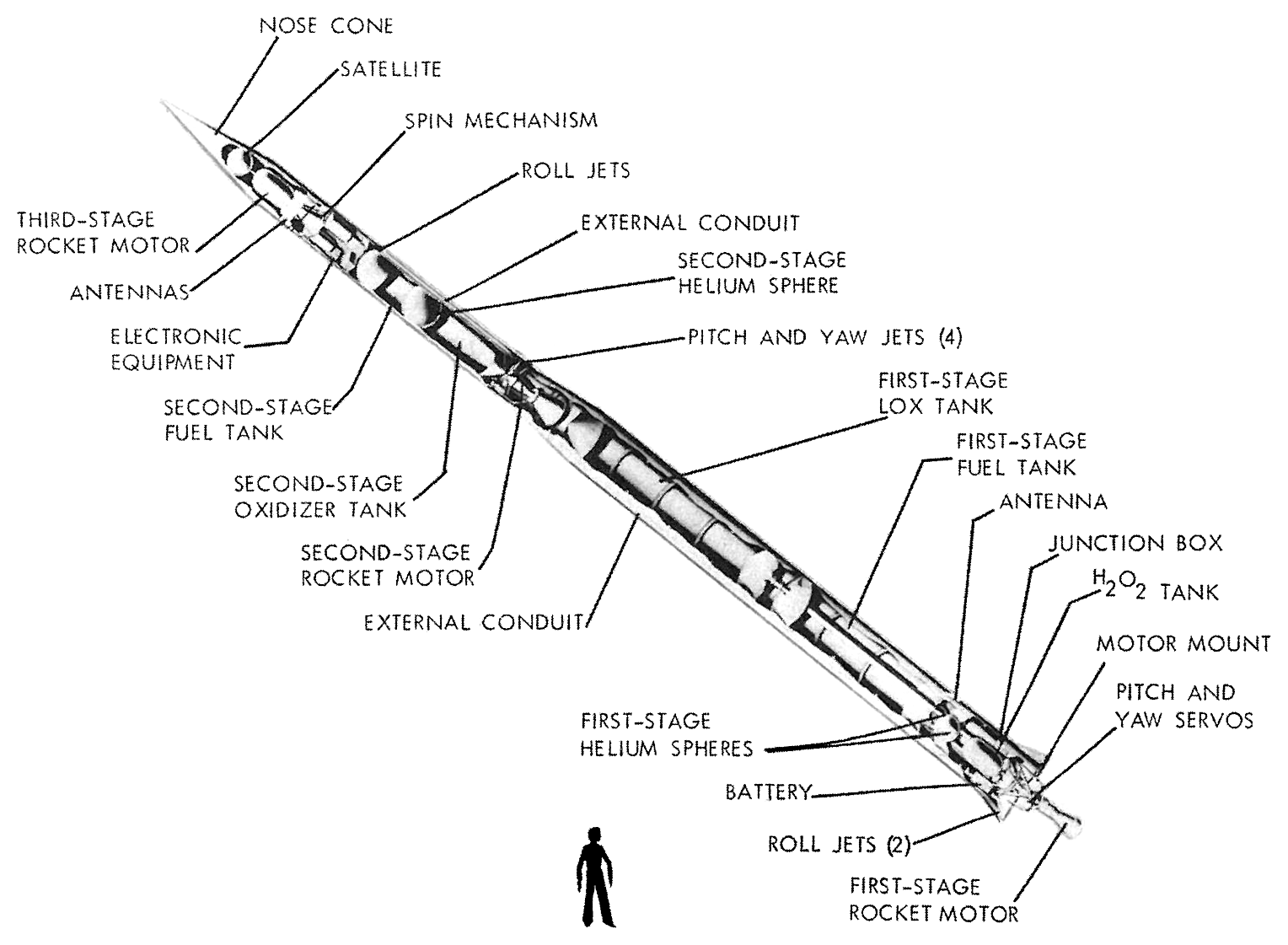
Visão em corte de um foguete Vanguard.

O foguete Vanguard, usava um conjunto diversificado de tecnologias, sendo:

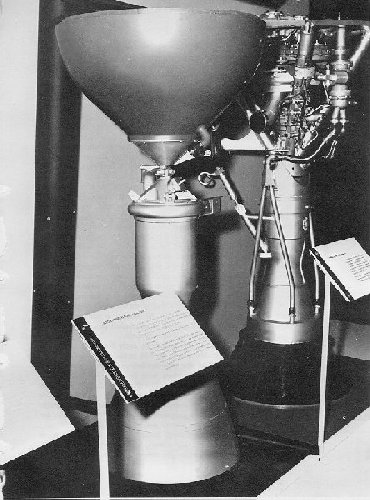
Os morores do foguete Vanguard: ao fundo O motor GE do 1º estágio; em primeiro plano o Aerojet do 2º estágio.

- 1º estágio (Vanguard): Um motor General Electric (X-405-GE-2) movido a combustível líquido, derivado do motor usado no Viking.
  - Massa total: 7.661 kg
  - Massa vazio: 811 kg
  - Empuxo (vac): 134,7 kN
  - Isp: 270 s (2,6 kN·s/kg)
  - Tempo de combustão: 145 s
  - Isp (ao nível do mar): 248 s (2,4kN·s/kg)
  - Diâmetro: 1,14 m
  - Altura: 12,20 m
  - Combustível: Lox/Kerosene

- 2º estágio (Delta A): Um motor Aerojet General AJ10-37 (XLR52-AJ-2) movido a combustível líquido, derivado do motor usado no Aerobee.
  - Massa total: 2.164 kg
  - Massa vazio: 694 kg
  - Empuxo (vac): 33,8 kN
  - Isp: 271 s (2,7 kN·s/kg)
  - Tempo de combustão: 115 s
  - Diâmetro: 84 cm
  - Altura: 5,36 m
  - Combustível: Nitric acid/UDMH

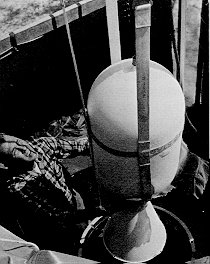
Motor do terceiro estágio de um foguete Vanguard sendo posicionado.

- 3º estágio (Vanguard 3): Um motor da GCRC (33KS2800) movido a combustível sólido, derivado do motor usado no Asp.
  - Massa total: 210 kg
  - Massa vazio: 31 kg
  - Empuxo (vac): 11,6 kN
  - Isp: 230 s (2,3 kN·s/kg)
  - Tempo de combustão: 31 s
  - Isp (ao nível do mar): 210 s (2,1 kN·s/kg)
  - Diâmetro: 50 cm
  - Altura: 2 m
  - Combustível: Sólido

Essas são as características gerais do foguete completo:
- Altura: 23 m
- Diâmetro: 1,14 m
- Massa total: 10.050 kg
- Carga útil: 9 kg
- Empuxo inicial: 123,90 kN
- Apogeu: 200 km
- Estreia: 23 de outubro de 1957
- Último: 18 de setembro de 1959
- Lançamentos: 12

## Histórico dos lançamentos
1. Vanguard TV0 - 8 de Dezembro de 1956 - Teste bem sucedido do primeiro estágio e sistemas de controle
2. Vanguard TV1 - 1 de Maio de 1957 - Teste bem sucedido do terceiro estágio e sistemas de separação
3. Vanguard TV2 - 23 de Outubro de 1957 - Teste bem sucedido do foguete completo com segundo e terceiro estágios inertes
4. Vanguard TV3 - 6 de Dezembro de 1957 - Falhou em orbitar um satélite de 1,36 kg (explodiu no lançamento)
5. Vanguard TV3B - 5 de Fevereiro de 1958 - Falhou em orbitar um satélite de 1,36 kg (se desintegrou depois de 57 segundos de voo)
6. Vanguard 1 - 17 de Março de 1958 - Sucesso em orbitar um satélite de 1,47 kg - tornou-se o Vanguard 1
7. Vanguard TV5 - 28 de Abril de 1958 - Falhou em orbitar um satélite de 9,98 kg (problemas no segundo e terceiro estágios)
8. Vanguard SLV1 - 27 de Maio de 1958 - Falhou em orbitar um satélite de 9,98 kg (problemas no sistema de controle)
9. Vanguard SLV2 - 26 de Junho de 1958 - Falhou em orbitar um satélite de 9,98 kg (problemas no segundo e terceiro estágios)
10. Vanguard SLV3 - 26 de Setembro de 1958 - Falhou em orbitar um satélite de 9,98 kg (problemas no segundo estágio)
11. Vanguard 2 - 17 de Fevereiro de 1959 - Sucesso em orbitar um satélite de 10,8 kg - tornou-se o Vanguard 2
12. Vanguard SLV5 - 13 de Abril de 1959 - Falhou em orbitar um satélite de 10,3 kg (problemas no segundo estágio)
13. Vanguard SLV6 - 22 de Junho de 1959 - Falhou em orbitar um satélite de 10,3 kg (problemas no segundo estágio)
14. Vanguard 3 - 18 de Setembro de 1959 - Sucesso em orbitar um satélite de 22,7 kg - tornou-se o Vanguard 3